# Regierung Andersson
Die Regierung Andersson war von 30. November 2021 bis 18. Oktober 2022 die Regierung von Schweden. Sie löste die Regierung Löfven III ab. Es handelte sich um eine Minderheitsregierung der Sozialdemokraten. Sie wurde von der Regierung Kristersson abgelöst.

## Regierungsmitglieder
| Amt                                                                    | Amtsinhaber                  | Amtsinhaber                  |
| Büro der Ministerpräsidentin                                           | Büro der Ministerpräsidentin | Büro der Ministerpräsidentin |
| ---------------------------------------------------------------------- | ---------------------------- | ---------------------------- |
| Ministerpräsidentin                                                    |                              | Magdalena Andersson          |
| stellvertretender Ministerpräsident                                    |                              | Morgan Johansson             |
| Minister für EU-Angelegenheiten                                        |                              | Hans Dahlgren                |
| Justizministerium                                                      |                              |                              |
| Justizminister Innenminister                                           |                              | Morgan Johansson             |
| Minister für Integration und Migration Minister für Sport              |                              | Anders Ygeman                |
| Außenministerium                                                       |                              |                              |
| Außenministerin                                                        |                              | Ann Linde                    |
| Ministerin für Außenhandel und nordische Zusammenarbeit                |                              | Anna Hallberg                |
| Ministerin für internationale Entwicklungszusammenarbeit               |                              | Matilda Ernkrans             |
| Verteidigungsministerium                                               |                              |                              |
| Verteidigungsminister                                                  |                              | Peter Hultqvist              |
| Ministerium für Gesundheit und Soziales                                |                              |                              |
| Ministerin für Gesundheit und Soziales                                 |                              | Lena Hallengren              |
| Minister für Sozialversicherungen und soziale Sicherheit               |                              | Ardalan Shekarabi            |
| Finanzministerium                                                      |                              |                              |
| Finanzministerin                                                       |                              | Elisabeth Svantesson         |
| Minister für die Finanzmärkte stellvertretender Finanzminister         |                              | Max Elger                    |
| Ministerin für Verbraucherschutz Ministerin für öffentliche Verwaltung |                              | Ida Karkiainen               |
| Ministerium für Bildung und Forschung                                  |                              |                              |
| Bildungsministerin                                                     |                              | Anna Ekström                 |
| Ministerin für Schulen                                                 |                              | Lina Axelsson Kihlbom        |
| Umweltministerium                                                      |                              |                              |
| Ministerin für Umwelt und Klima                                        |                              | Annika Strandhäll            |
| Ministerium für Wirtschaft und Innovationen                            |                              |                              |
| Wirtschaftsminister                                                    |                              | Karl-Petter Thorwaldsson     |
| Ministerin für ländliche Angelegenheiten                               |                              | Anna-Caren Sätherberg        |
| Kulturministerium                                                      |                              |                              |
| Ministerin für Kultur und Demokratie                                   |                              | Jeanette Gustafsdotter       |
| Arbeitsministerium                                                     |                              |                              |
| Arbeitsministerin                                                      |                              | Eva Nordmark                 |
| Minister für Wohnen stellvertretender Arbeitsminister                  |                              | Johan Danielsson             |
| Infrastrukturministerium                                               |                              |                              |
| Infrastrukturminister                                                  |                              | Tomas Eneroth                |
| Minister für Energie Minister für Digitales                            |                              | Khashayar Farmanbar          |